# Chleb Ezechiela
Chleb Ezechiela – jeden z najstarszych opisanych rodzajów chleba. Jest wzmiankowany w Biblii w Księdze Ezechiela, około 600 lat p.n.e. Chlebem tym odżywiał się Ezechiel podczas dwuletniego przebywania na pustyni, kiedy dostał polecenie od Boga, aby pościć przez 390 dni. Bóg mu powiedział, by w tym czasie odżywiał się chlebem składającym się z wymienionych składników. Ezechiel miał go spożywać z powodu grzechów swych rodaków.

Weź sobie pszenicy i jęczmienia, bobu i soczewicy, prosa i orkiszu: włóż je do tego samego naczynia i przygotuj sobie z tego chleb. (Ez 4,9)

Współcześnie chlebem Ezechiela nazywane są wypieki bazujące na przepisie z Księgi Ezechiela, które bywają uzupełniane o dodatki poprawiające smak.